# Hyperdermium bertonii
Hyperdermium bertonii är en svampart som först beskrevs av Speg., och fick sitt nu gällande namn av J.F. White, R.F. Sullivan, Bills & Hywel-Jones 2000. Hyperdermium bertonii ingår i släktet Hyperdermium och familjen Cordycipitaceae.   Inga underarter finns listade i Catalogue of Life.